# Coccocypselum aureum
Coccocypselum aureum är en måreväxtart som först beskrevs av Spreng., och fick sitt nu gällande namn av Adelbert von Chamisso och Diederich Franz Leonhard von Schlechtendal. Coccocypselum aureum ingår i släktet Coccocypselum och familjen måreväxter. Inga underarter finns listade i Catalogue of Life.